# Primera División femenina de fútbol sala 2014-15
La temporada 2014-15 de Primera División fue la 21.ª edición de la máxima categoría de la Liga Nacional de Fútbol Sala Femenina de España. La competición se disputa anualmente, empezando a finales del mes de agosto o principios de septiembre, y terminando en el mes de mayo o junio del siguiente año.
La Primera División consta de un grupo único integrado por dieciséis equipos. Siguiendo un sistema de liga, los dieciséis equipos se enfrentan todos contra todos en dos ocasiones -una en campo propio y otra en campo contrario- sumando un total de 30 jornadas. El orden de los encuentros se decide por sorteo antes de empezar la competición. La clasificación final se establece con arreglo a los puntos totales obtenidos por cada equipo al finalizar el campeonato. Los equipos obtienen tres puntos por cada partido ganado, un punto por cada empate y ningún punto por los partidos perdidos. El equipo que más puntos sume al final del campeonato será proclamado campeón de Liga.

## Equipos participantes
| Club                         | Ciudad        | Comunidad Autónoma   | Entrenador/a       | Pabellón                            | Aforo |
| ---------------------------- | ------------- | -------------------- | ------------------ | ----------------------------------- | ----- |
| Atlético Madrid Navalcarnero | Navalcarnero  | Comunidad de Madrid  | Andrés Sanz        | Estación                            | 1.500 |
| CD Burela FS Pescados Rubén  | Burela        | Galicia              | Iván Cao           | Vista Alegre                        | 1.400 |
| AD Alcorcón FSF              | Alcorcón      | Comunidad de Madrid  | Ángel Orejón       | Los Cantos                          | 1.568 |
| Universidad de Alicante FSF  | Alicante      | Comunidad Valenciana | Nacho Garrido      | Universidad de Alicante             | 500   |
| Jimbee Roldán FSF            | Torre Pacheco | Región de Murcia     | Íñigo Martínez     | Gabriel Pérez                       | 460   |
| FSF Rioja                    | Logroño       | La Rioja             | Carlos Moreno      | Palacio de los Deportes de La Rioja | 4.000 |
| Ourense Envialia             | Orense        | Galicia              | Óscar Vivian       | Os Remedios                         | 2.500 |
| FSF Gironella                | Gironella     | Cataluña             | Blanca Diez        | Municipal de Gironella              |       |
| Cidade de As Burgas FS       | Orense        | Galicia              | Manolo Codeso      | Os Remedios                         | 2.500 |
| Poio Pescamar FS             | Poyo          | Galicia              | Gonzalo Iglesias   | A Seca                              | 700   |
| Lacturale Gurpea Orvina KE   | Pamplona      | Navarra              | Leandro Fernández  | Ezkaba                              |       |
| FSF Móstoles                 | Móstoles      | Comunidad de Madrid  | Rubén Flores       | Villafontana                        |       |
| Viaxes Amarelle FSF          | La Coruña     | Galicia              | José Carlos Martín | Sagrada Familia                     |       |
| Tecuni Bilbo FS              | Bilbao        | País Vasco           | José Andrés Muñoz  | La Casilla                          |       |
| Estanda Ordizia KE           | Ordizia       | País Vasco           | Iñaki Heras        | Majori Kirodelgia                   |       |
| Majadahonda FSF /AFAR 4      | Majadahonda   | Comunidad de Madrid  | Javier Lázaro      | La Granadilla                       | 200   |

### Equipos por comunidades autónomas
| Comunidad autónoma   | N.º | Equipos                                                                                                  |
| -------------------- | --- | --- |
| Galicia              | 5   | Ourense Envialia, Cidade de As Burgas, Viaxes Amarelle, FSF Burela FS Pescados Rubén y Poio Pescamar FSF |
| Comunidad de Madrid  | 4   | FSF Móstoles, Atlético Madrid Navalcarnero, AD Alcorcón FSF y Majadahonda F.S.F./Afar 4                  |
| País Vasco           | 2   | C.F. Sala Bilbo - Tecuni Bilbo F.S. y Ordizia K.E.                                                       |
| Cataluña             | 1   | FS Gironella                                                                                             |
| Navarra              | 1   | Lacturale CD Orvina                                                                                      |
| Comunidad Valenciana | 1   | CD Universidad de Alicante FSF                                                                           |
| La Rioja             | 1   | FSF Rioja                                                                                                |
| Región de Murcia     | 1   | Jimbee Roldan FSF                                                                                        |

### Clasificación
Actualizado a últimos partidos disputados el 01 de junio de 2015.
|  |     | Equipos de fútbol Sala       | Pts | PJ | G  | E | P  | GF  | GC  | Dif |
|  | --- | ---------------------------- | --- | -- | -- | - | -- | --- | --- | --- |
|  | 1.  | Atlético Madrid Navalcarnero | 81  | 30 | 26 | 3 | 1  | 135 | 52  | +83 |
|  | 2.  | Cidade de As Burgas          | 71  | 30 | 23 | 2 | 5  | 114 | 58  | +56 |
|  | 3.  | Burela FS Pescados Rubén     | 70  | 30 | 23 | 1 | 6  | 101 | 59  | +42 |
|  | 4.  | CD Universidad de Alicante   | 60  | 30 | 19 | 3 | 8  | 98  | 55  | +43 |
|  | 5.  | AD Alcorcón FSF              | 57  | 30 | 16 | 9 | 5  | 101 | 54  | +47 |
|  | 6.  | Ourense Envialia             | 51  | 30 | 16 | 3 | 11 | 80  | 75  | +4  |
|  | 7.  | FSF Rioja                    | 49  | 30 | 15 | 4 | 11 | 79  | 86  | -7  |
|  | 8.  | Jimbee Roldán FSF            | 44  | 30 | 13 | 5 | 12 | 100 | 93  | +7  |
|  | 9.  | FSF Móstoles                 | 40  | 30 | 12 | 4 | 14 | 79  | 72  | +7  |
|  | 10. | Poio Pescamar FSF            | 33  | 30 | 10 | 3 | 17 | 60  | 79  | -19 |
|  | 11. | FS Gironella                 | 28  | 30 | 8  | 4 | 18 | 63  | 89  | -26 |
|  | 12. | Majadahonda FSF/AFAR 4       | 25  | 30 | 6  | 7 | 17 | 73  | 100 | -27 |
|  | 13. | Lacturale Gurpea Orvina KE   | 23  | 30 | 7  | 2 | 21 | 52  | 96  | -44 |
|  | 14. | Viaxes Amarelle FSF          | 21  | 30 | 6  | 3 | 21 | 47  | 100 | -53 |
|  | 15. | Estanda Ordizia KE           | 19  | 30 | 4  | 7 | 19 | 40  | 103 | -63 |
|  | 16. | Tecuni Bilbo FS              | 15  | 30 | 3  | 6 | 21 | 45  | 96  | -51 |

Pts = Puntos; PJ = Partidos Jugados; G = Partidos Ganados; E = Partidos Empatados; P = Partidos Perdidos; GF = Goles Anotados; GC = Goles Recibidos; Dif = Diferencia de gol

|  | Campeón de Liga y clasificado para la Copa de España 2015 |
|  | Clasificado para la Copa de España 2015                   |
|  | Descendido a Segunda División                             |

| Bandera de la Comunidad de Madrid               |
| Campeón Atlético Madrid Navalcarnero 3.º título |

## Resultados
Los horarios corresponden a la CET (Hora Central Europea) UTC+1 en horario estándar y UTC+2 en horario de verano.
| Atlético Madrid Navalcarnero | 7 - 3 | Burela FS Pescados Rubén | 13 de septiembre | 16:00 | La Estación       | 200 |
| Ponte Ourense                | 4 - 3 | FSF Rioja                | 13 de septiembre | 17:00 | Los Remedios      | 250 |
| FS Gironella                 | 1 - 2 | Roldán FSF               | 13 de septiembre | 17:30 | Mun. Gironella    |     |
| Universidad de Alicante      | 2 - 2 | AD Alcorcón FSF          | 13 de septiembre | 18:30 | Univ. Alicante    | 250 |
| Ordizia                      | 2 - 1 | FSF Móstoles             | 13 de septiembre | 18:45 | Majori Kirodelgia | 100 |
| Lacturale Gurpea Orvina      | 0 - 4 | Cidade de As Burgas      | 13 de septiembre | 19:30 | Ezkaba            | 240 |
| Majadahonda FSF /AFAR 4      | 4 - 4 | Bilbo FSF                | 13 de septiembre | 20:00 | La Granadilla     | 100 |
| Poio Pescamar                | 5 - 1 | Viaxes Amarelle          | 14 de septiembre | 12:00 | A Seca            | 350 |

| FSF Rioja                | 1 - 0 | Majadahonda FSF /AFAR 4      | 20 de septiembre | 16:00 | Pal. Deportes   | 150 |
| Cidade de As Burgas      | 4 - 5 | Atlético Madrid Navalcarnero | 20 de septiembre | 17:00 | Los Remedios    | 700 |
| Viaxes Amarelle          | 2 - 1 | Estanda Ordizia KE           | 20 de septiembre | 18:30 | Sagrada Familia | 100 |
| Bilbo FSF                | 2 - 2 | Poio Pescamar                | 20 de septiembre | 18:30 | La Casilla      | 200 |
| Burela FS Pescados Rubén | 4 - 1 | Universidad de Alicante      | 20 de septiembre | 18:30 | Vista Alegre    | 600 |
| FSF Móstoles             | 9 - 2 | Lacturale Gurpea Orvina      | 21 de septiembre | 12:00 | Villafontana    | 500 |
| Roldán FSF               | 4 - 4 | Ponte Ourense                | 21 de septiembre | 12:30 | Gabriel Pérez   | 500 |
| AD Alcorcón FSF          | 6 - 2 | FS Gironella                 | 21 de septiembre | 12:30 | Los Cantos      | 200 |

| Ourense Envialia             | 1 - 2 | AD Alcorcón FSF     | 27 de septiembre | 17:00 | Los Remedios      | 500 |
| Atlético Madrid Navalcarnero | 4 - 3 | FSF Móstoles        | 27 de septiembre | 18:00 | La Estación       | 300 |
| Burela FS Pescados Rubén     | 0 - 5 | Cidade de As Burgas | 27 de septiembre | 18:30 | Vista Alegre      | 500 |
| Universidad de Alicante      | 5 - 1 | Gironella           | 27 de septiembre | 18:30 | Univ. Alicante    | 150 |
| Poio Pescamar                | 1 - 1 | FSF Rioja           | 27 de septiembre | 18:30 | A Seca            | 500 |
| Estanda Ordizia KE           | 0 - 0 | Bilbo FSF           | 27 de septiembre | 18:45 | Majori Kirodelgia | 300 |
| Lacturale Gurpea Orvina      | 5 - 3 | Viaxes Amarelle     | 27 de septiembre | 19:30 | Ezkaba            | 400 |
| Majadahonda FSF /AFAR 4      | 5 - 7 | Roldán              | 27 de septiembre | 20:00 | La Granadilla     | 100 |

| FSF Rioja           | 5 - 2 | Estanda Ordizia KE           | 4 de octubre | 16:00 | Pal. Deportes   | 200 |
| Cidade de As Burgas | 8 - 3 | Universidad de Alicante      | 4 de octubre | 17:00 | Los Remedios    | 700 |
| Gironella           | 1 - 2 | Ourense Envialia             | 4 de octubre | 17:30 | Mun. Gironella  | 200 |
| Viaxes Amarelle     | 1 - 4 | Atlético Madrid Navalcarnero | 4 de octubre | 18:00 | Sagrada Familia | 200 |
| FSF Móstoles        | 2 - 4 | Burela FS Pescados Rubén     | 4 de octubre | 18:30 | Villafontana    | 400 |
| Bilbo FSF           | 1 - 1 | Lacturale Gurpea Orvina      | 4 de octubre | 18:30 | La Casilla      | 200 |
| Roldán              | 3 - 4 | Poio Pescamar                | 4 de octubre | 18:30 | Gabriel Pérez   | 400 |
| AD Alcorcón FSF     | 4 - 1 | Majadahonda FSF /AFAR 4      | 5 de octubre | 12:30 | Los Cantos      | 300 |

| Cidade de As Burgas          | 3 - 2 | FSF Móstoles     | 11 de octubre | 17:00 | Los Remedios      | 600 |
| Atlético Madrid Navalcarnero | 5 - 0 | Bilbo FSF        | 11 de octubre | 17:30 | La Estación       | 200 |
| Poio Pescamar                | 2 - 0 | AD Alcorcón FSF  | 11 de octubre | 18:30 | A Seca            | 500 |
| Universidad de Alicante      | 1 - 0 | Ourense Envialia | 11 de octubre | 18:30 | Univ. Alicante    | 500 |
| Estanda Ordizia KE           | 0 - 4 | Roldán           | 11 de octubre | 18:45 | Majori Kirodelgia | 300 |
| Majadahonda FSF /AFAR 4      | 2 - 2 | Gironella        | 11 de octubre | 20ː00 | La Granadilla     | 50  |
| Lacturale Gurpea Orvina      | 4 - 5 | FSF Rioja        | 12 de octubre | 11:00 | Ezkaba            | 250 |
| Burela FS Pescados Rubén     | 2 - 1 | Viaxes Amarelle  | 12 de octubre | 12:30 | Vista Alegre      | 400 |

| Ourense Envialia | 5 - 1 | Majadahonda FSF /AFAR 4      | 18 de octubre | 17:00 | Los Remedios    | 500 |
| Gironella        | 1 - 2 | Poio Pescamar                | 18 de octubre | 17:30 | Mun. Gironella  | 200 |
| Viaxes Amarelle  | 2 - 4 | Cidade de As Burgas          | 18 de octubre | 18:00 | Sagrada Familia | 150 |
| FSF Móstoles     | 3 - 2 | Universidad de Alicante      | 18 de octubre | 18:30 | Villafontana    | 600 |
| Bilbo FSF        | 1 - 3 | Burela FS Pescados Rubén     | 18 de octubre | 18:30 | La Casilla      | 300 |
| Roldán           | 3 - 3 | Lacturale Gurpea Orvina      | 18 de octubre | 18:30 | Gabriel Pérez   | 600 |
| FSF Rioja        | 0 - 2 | Atlético Madrid Navalcarnero | 19 de octubre | 12:00 | Pal. Deportes   | 300 |
| AD Alcorcón FSF  | 6 - 1 | Estanda Ordizia KE           | 19 de octubre | 12:30 | Los Cantos      | 300 |

| Burela FS Pescados Rubén     | 6 - 2 | FSF Rioja               | 25 de octubre | 16:00 | Vista Alegre      | 300 |
| Cidade de As Burgas          | 3 - 1 | Bilbo FSF               | 25 de octubre | 16:30 | Los Remedios      | 500 |
| Atlético Madrid Navalcarnero | 6 - 3 | Roldán FS               | 25 de octubre | 18:00 | La Estación       | 200 |
| Poio Pescamar                | 1 - 3 | Ourense Envialia        | 25 de octubre | 18:30 | A Seca            | 350 |
| Universidad de Alicante      | 4 - 3 | Majadahonda FSF /AFAR 4 | 25 de octubre | 18:30 | Univ. Alicante    | 200 |
| Estanda Ordizia KE           | 3 - 2 | Gironella               | 25 de octubre | 18:45 | Majori Kirodelgia | 300 |
| Lacturale Gurpea Orvina      | 2 - 3 | AD Alcorcón FSF         | 25 de octubre | 19:30 | Ezkaba            | 450 |
| FSF Móstoles                 | 6 - 1 | Viaxes Amarelle         | 26 de octubre | 12:15 | Villafontana      | 200 |

| Ourense Envialia        | 5 - 3 | Estanda Ordizia KE           | 1 de noviembre | 17:00 | Los Remedios    | 500 |
| Gironella               | 2 - 0 | Lacturale Gurpea Orvina      | 1 de noviembre | 17:30 | Mun. Gironella  | 200 |
| FSF Rioja               | 2 - 4 | Cidade de As Burgas          | 1 de noviembre | 18:00 | Pal. Deportes   | 200 |
| Viaxes Amarelle         | 1 - 6 | Universidad de Alicante      | 1 de noviembre | 18:00 | Sagrada Familia | 100 |
| Bilbo FSF               | 3 - 5 | FSF Móstoles                 | 1 de noviembre | 18:30 | La Casilla      | 400 |
| Roldán FS               | 1 - 4 | Burela FS Pescados Rubén     | 1 de noviembre | 18:30 | Gabriel Pérez   | 500 |
| Majadahonda FSF /AFAR 4 | 6 - 2 | Poio Pescamar                | 1 de noviembre | 20:00 | La Granadilla   | 50  |
| AD Alcorcón FSF         | 3 - 4 | Atlético Madrid Navalcarnero | 2 de noviembre | 12:30 | Los Cantos      | 700 |

| Cidade de As Burgas          | 5 - 3 | Roldán FS               | 8 de noviembre | 17:00 | Los Remedios      | 500 |
| Atlético Madrid Navalcarnero | 5 - 1 | Gironella               | 8 de noviembre | 17:30 | La Estación       | 300 |
| Viaxes Amarelle              | 0 - 1 | Bilbo FSF               | 8 de noviembre | 18:00 | Sagrada Familia   | 150 |
| FSF Móstoles                 | 2 - 2 | FSF Rioja               | 8 de noviembre | 18:30 | Villafontana      | 500 |
| Burela FS Pescados Rubén     | 3 - 2 | AD Alcorcón FSF         | 8 de noviembre | 18:30 | Vista Alegre      |     |
| Universidad de Alicante      | 4 - 0 | Poio Pescamar           | 8 de noviembre | 18:30 | Univ. Alicante    | 300 |
| Estanda Ordizia KE           | 2 - 4 | Majadahonda FSF /AFAR 4 | 8 de noviembre | 18:45 | Majori Kirodelgia | 200 |
| Lacturale Gurpea Orvina      | 1 - 3 | Ourense Envialia        | 8 de noviembre | 19:30 | Ezkaba            | 50  |

| Ourense Envialia        | 2 - 2 | Atlético Madrid Navalcarnero | 15 de noviembre | 17:00 | Los Remedios   | 800 |
| Gironella               | 1 - 4 | Burela FS Pescados Rubén     | 15 de noviembre | 17:30 | Mun. Gironella | 200 |
| Poio Pescamar           | 6 - 2 | Estanda Ordizia KE           | 15 de noviembre | 18:30 | A Seca         | 800 |
| FSF Rioja               | 5 - 1 | Viaxes Amarelle              | 15 de noviembre | 18:30 | Espartero      | 200 |
| Bilbo FSF               | 1 - 7 | Universidad de Alicante      | 15 de noviembre | 18:30 | San Ignacio    | 250 |
| Roldán FS               | 4 - 4 | FSF Móstoles                 | 15 de noviembre | 18:30 | Gabriel Pérez  | 450 |
| Majadahonda FSF /AFAR 4 | 1 - 7 | Lacturale Gurpea Orvina      | 15 de noviembre | 20:00 | La Granadilla  | 100 |
| AD Alcorcón FSF         | 3 - 1 | Cidade de As Burgas          | 16 de noviembre | 12:30 | Los Cantos     | 400 |

| Cidade de As Burgas          | 6 - 0 | Gironella               | 22 de noviembre | 17:00 | Los Remedios    | 700 |
| Bilbo FSF                    | 0 - 4 | FSF Rioja               | 22 de noviembre | 17:00 | La Casilla      | 150 |
| Atlético Madrid Navalcarnero | 6 - 3 | Majadahonda FSF /AFAR 4 | 22 de noviembre | 17:30 | La Estación     | 200 |
| Viaxes Amarelle              | 3 - 2 | Roldán FS               | 22 de noviembre | 18:00 | Sagrada Familia | 200 |
| FSF Móstoles                 | 0 - 6 | AD Alcorcón FSF         | 22 de noviembre | 18:30 | Villafontana    | 600 |
| Universidad de Alicante      | 5 - 0 | Estanda Ordizia KE      | 22 de noviembre | 18:30 | Univ. Alicante  | 350 |
| Burela FS Pescados Rubén     | 5 - 0 | Ourense Envialia        | 22 de noviembre | 18:30 | Vista Alegre    | 400 |
| Lacturale Gurpea Orvina      | 1 - 4 | Poio Pescamar           | 22 de noviembre | 19:30 | Ezkaba          |     |

| Gironella               | 2 - 2 | FSF Móstoles                 | 20 de diciembre | 16:30 | Mun. Gironella    | 200  |
| Ourense Envialia        | 2 - 3 | Cidade de As Burgas          | 20 de diciembre | 17:00 | Los Remedios      | 1500 |
| Roldán FS               | 3 - 1 | Bilbo FSF                    | 20 de diciembre | 17:00 | Gabriel Pérez     | 250  |
| Poio Pescamar           | 2 - 2 | Atlético Madrid Navalcarnero | 20 de diciembre | 18:30 | A Seca            | 500  |
| Estanda Ordizia KE      | 1 - 0 | Lacturale Gurpea Orvina      | 20 de diciembre | 18:45 | Majori Kirodelgia |      |
| Majadahonda FSF /AFAR 4 | 4 - 4 | Burela FS Pescados Rubén     | 20 de diciembre | 19:00 | La Granadilla     | 100  |
| AD Alcorcón FSF         | 6 - 2 | Viaxes Amarelle              | 20 de diciembre | 19:00 | Santo Domingo     | 300  |
| FSF Rioja               | 3 - 1 | Universidad de Alicante      | 20 de diciembre | 20:00 | Pal. Deportes     | 200  |

| Burela FS Pescados Rubén     | 5 - 3 | Poio Pescamar           | 10 de enero | 16:00 | Vista Alegre    | 400 |
| Atlético Madrid Navalcarnero | 8 - 1 | Estanda Ordizia KE      | 10 de enero | 17:00 | La Estación     | 300 |
| Cidade de As Burgas          | 3 - 2 | Majadahonda FSF /AFAR 4 | 10 de enero | 17:00 | Los Remedios    | 400 |
| Viaxes Amarelle              | 5 - 2 | Gironella               | 10 de enero | 18:00 | Sagrada Familia | 150 |
| FSF Rioja                    | 8 - 5 | Jimbee Roldán FS        | 10 de enero | 18:00 | Pal. Deportes   | 200 |
| Universidad de Alicante      | 3 - 1 | Lacturale Gurpea Orvina | 10 de enero | 18:30 | Univ. Alicante  | 200 |
| FSF Móstoles                 | 5 - 3 | Ourense Envialia        | 10 de enero | 18:30 | Villafontana    | 400 |
| Bilbo FSF                    | 1 - 4 | AD Alcorcón FSF         | 10 de enero | 18:30 | La Casilla      | 350 |

| Ourense Envialia        | 2 - 1 | Viaxes Amarelle              | 17 de enero | 17:00 | Los Remedios      | 200 |
| Gironella               | 2 - 0 | Bilbo FSF                    | 17 de enero | 17:30 | Mun. Gironella    | 200 |
| Poio Pescamar           | 4 - 5 | Cidade de As Burgas          | 17 de enero | 18:30 | A Seca            | 800 |
| Estanda Ordizia KE      | 0 - 3 | Burela FS Pescados Rubén     | 17 de enero | 18:45 | Majori Kirodelgia | 450 |
| Universidad de Alicante | 4 - 1 | Jimbee Roldán FS             | 17 de enero | 19:15 | Univ. Alicante    | 500 |
| Lacturale Gurpea Orvina | 0 - 7 | Atlético Madrid Navalcarnero | 17 de enero | 19:30 | Ezkaba            | 450 |
| Majadahonda FSF /AFAR 4 | 1 - 0 | FSF Móstoles                 | 17 de enero | 20:00 | La Granadilla     | 150 |
| AD Alcorcón FSF         | 3 - 1 | FSF Rioja                    | 18 de enero | 12:30 | Los Cantos        | 400 |

| Viaxes Amarelle              | 3 - 2 | Majadahonda FSF /AFAR 4 | 24 de enero | 16:00 | Sagrada Familia | 100 |
| Cidade de As Burgas          | 4 - 0 | Estanda Ordizia KE      | 24 de enero | 17:00 | Los Remedios    | 450 |
| FSF Rioja                    | 2 - 1 | Gironella               | 24 de enero | 18:00 | Pal. Deportes   | 200 |
| FSF Móstoles                 | 4 - 0 | Poio Pescamar           | 24 de enero | 18:30 | Villafontana    | 450 |
| Bilbo FSF                    | 4 - 5 | Ourense Envialia        | 24 de enero | 18:30 | San Ignacio     | 300 |
| Atlético Madrid Navalcarnero | 5 - 1 | Universidad de Alicante | 24 de enero | 18:30 | La Estación     | 400 |
| Burela FS Pescados Rubén     | 3 - 2 | Lacturale Gurpea Orvina | 24 de enero | 18:30 | Vista Alegre    | 300 |
| Jimbee Roldán FS             | 4 - 4 | AD Alcorcón FSF         | 24 de enero | 19:00 | Gabriel Pérez   | 400 |

| Burela FS Pescados Rubén | 1 - 3 | Atlético Madrid Navalcarnero | 31 de enero  | 16:00 | Vista Alegre    | 800 |
| Jimbee Roldán FS         | 2 - 0 | Gironella                    | 31 de enero  | 17:00 | Gabriel Pérez   | 500 |
| Cidade de As Burgas      | 3 - 1 | Lacturale Gurpea Orvina      | 31 de enero  | 17:00 | Los Remedios    | 400 |
| FSF Rioja                | 4 - 3 | Ourense Envialia             | 31 de enero  | 18:00 | Pal. Deportes   | 200 |
| Viaxes Amarelle          | 2 - 1 | Poio Pescamar                | 31 de enero  | 18:00 | Sagrada Familia | 200 |
| Bilbo FSF                | 3 - 5 | Majadahonda FSF /AFAR 4      | 31 de enero  | 18:30 | San Ignacio     | 100 |
| FSF Móstoles             | 7 - 0 | Estanda Ordizia KE           | 31 de enero  | 18:30 | Villafontana    | 350 |
| AD Alcorcón FSF          | 1 - 1 | Universidad de Alicante      | 1 de febrero | 12:30 | Los Cantos      | 500 |

| Ourense Envialia             | 5 - 4 | Jimbee Roldán FSF        | 7 de febrero | 17:00 | Los Remedios      | 300 |
| Gironella                    | 5 - 4 | AD Alcorcón FSF          | 7 de febrero | 17:30 | Mun. Gironella    | 100 |
| Atlético Madrid Navalcarnero | 6 - 2 | Cidade de As Burgas      | 7 de febrero | 18:00 | La Estación       | 600 |
| Poio Pescamar                | 3 - 2 | Bilbo FSF                | 7 de febrero | 18:30 | A Seca            | 600 |
| Universidad de Alicante      | 3 - 1 | Burela FS Pescados Rubén | 7 de febrero | 18:35 | Univ. Alicante    | 450 |
| Estanda Ordizia KE           | 1 - 1 | Viaxes Amarelle          | 7 de febrero | 18:45 | Majori Kirodelgia | 100 |
| Lacturale Gurpea Orvina      | 1 - 0 | FSF Móstoles             | 7 de febrero | 19:30 | Ezkaba            | 450 |
| Majadahonda FSF /AFAR 4      | 3 - 3 | FSF Rioja                | 7 de febrero | 20:00 | La Granadilla     | 100 |

| Bilbo FSF           | 2 - 2 | Estanda Ordizia KE           | 14 de febrero | 17:00 | La Casilla        | 100 |
| Cidade de As Burgas | 2 - 3 | Burela FS Pescados Rubén     | 14 de febrero | 17:00 | Los Remedios      | 600 |
| Gironella           | 1 - 2 | Universidad de Alicante      | 14 de febrero | 17:30 | Mun. Gironella    | 100 |
| Viaxes Amarelle     | 3 - 2 | Lacturale Gurpea Orvina      | 14 de febrero | 18:00 | Sagrada Familia   | 180 |
| FSF Móstoles        | 3 - 3 | Atlético Madrid Navalcarnero | 14 de febrero | 18:30 | Villafontana      | 600 |
| Jimbee Roldán FSF   | 8 - 3 | Majadahonda FSF /AFAR 4      | 14 de febrero | 18:30 | Gabriel Pérez     | 500 |
| FSF Rioja           | 1 - 0 | Poio Pescamar                | 14 de febrero | 19:00 | Gonzalo de Berceo | 150 |
| AD Alcorcón FSF     | 4 - 4 | Ourense Envialia             | 15 de febrero | 12:30 | Los Cantos        | 500 |

| Ourense Envialia             | 2 - 0 | Gironella           | 21 de febrero | 17:00 | Los Remedios      | 250 |
| Atlético Madrid Navalcarnero | 6 - 1 | Viaxes Amarelle     | 21 de febrero | 17:30 | La Estación       | 300 |
| Poio Pescamar                | 2 - 3 | Jimbee Roldán FSF   | 21 de febrero | 18:30 | A Seca            | 300 |
| Universidad de Alicante      | 2 - 3 | Cidade de As Burgas | 21 de febrero | 18:30 | Univ. Alicante    | 250 |
| Burela FS Pescados Rubén     | 1 - 2 | FSF Móstoles        | 21 de febrero | 18:30 | Vista Alegre      | 400 |
| Estanda Ordizia KE           | 3 - 3 | FSF Rioja           | 21 de febrero | 18:45 | Majori Kirodelgia | 200 |
| Lacturale Gurpea Orvina      | 4 - 2 | Bilbo FSF           | 21 de febrero | 19:30 | Ezkaba            | 350 |
| Majadahonda FSF /AFAR 4      | 2 - 2 | AD Alcorcón FSF     | 21 de febrero | 20:00 | La Granadilla     | 100 |

| Bilbo FSF         | 1 - 3 | Atlético Madrid Navalcarnero | 28 de febrero | 17:00 | La Casilla      | 200 |
| Ourense Envialia  | 2 - 4 | Universidad de Alicante      | 28 de febrero | 17:00 | Los Remedios    | 250 |
| Gironella         | 4 - 3 | Majadahonda FSF /AFAR 4      | 28 de febrero | 17:30 | Mun. Gironella  | 300 |
| Viaxes Amarelle   | 0 - 4 | Burela FS Pescados Rubén     | 28 de febrero | 18:00 | Sagrada Familia | 150 |
| FSF Rioja         | 2 - 0 | Lacturale Gurpea Orvina      | 28 de febrero | 18:00 | Pal. Deportes   | 200 |
| FSF Móstoles      | 1 - 4 | Cidade de As Burgas          | 28 de febrero | 18:30 | Villafontana    | 450 |
| Jimbee Roldán FSF | 5 - 0 | Estanda Ordizia KE           | 28 de febrero | 18:30 | Gabriel Pérez   | 500 |
| AD Alcorcón FSF   | 3 - 2 | Poio Pescamar                | 1 de marzo    | 12:30 | Los Cantos      | 500 |

| Atlético Madrid Navalcarnero | 4 - 5 | FSF Rioja         | 14 de marzo | 17:00 | La Estación       | 200 |
| Cidade de As Burgas          | 4 - 0 | Viaxes Amarelle   | 14 de marzo | 17:00 | Los Remedios      | 700 |
| Burela FS Pescados Rubén     | 4 - 2 | Bilbo FSF         | 14 de marzo | 18:30 | Vista Alegre      |     |
| Universidad de Alicante      | 3 - 1 | FSF Móstoles      | 14 de marzo | 18:30 | Univ. Alicante    | 300 |
| Poio Pescamar                | 3 - 2 | Gironella         | 14 de marzo | 18:30 | A Seca            | 500 |
| Estanda Ordizia KE           | 0 - 0 | AD Alcorcón FSF   | 14 de marzo | 18:45 | Majori Kirodelgia | 400 |
| Lacturale Gurpea Orvina      | 3 - 1 | Jimbee Roldán FSF | 14 de marzo | 19:30 | Ezkaba            | 200 |
| Majadahonda FSF /AFAR 4      | 2 - 3 | Ourense Envialia  | 14 de marzo | 20:00 | La Granadilla     | 100 |

| Viaxes Amarelle         | 1 - 4 | FSF Móstoles                 | 21 de marzo | 16:30 | Sagrada Familia | 100 |
| Ourense Envialia        | 3 - 1 | Poio Pescamar                | 21 de marzo | 17:00 | Los Remedios    | 300 |
| Gironella               | 3 - 3 | Estanda Ordizia KE           | 21 de marzo | 17:30 | Mun. Gironella  | 300 |
| FSF Rioja               | 2 - 5 | Burela FS Pescados Rubén     | 21 de marzo | 18:00 | Pal. Deportes   | 300 |
| Bilbo FSF               | 0 - 5 | Cidade de As Burgas          | 21 de marzo | 18:30 | La Casilla      | 150 |
| Majadahonda FSF /AFAR 4 | 0 - 6 | Universidad de Alicante      | 21 de marzo | 20:00 | La Granadilla   | 100 |
| Jimbee Roldán FSF       | 1 - 3 | Atlético Madrid Navalcarnero | 21 de marzo | 20:15 | Gabriel Pérez   | 500 |
| AD Alcorcón FSF         | 4 - 0 | Lacturale Gurpea Orvina      | 22 de marzo | 12:30 | Los Cantos      | 500 |

| Burela FS Pescados Rubén     | 4 - 2 | Jimbee Roldán FSF       | 28 de marzo | 16:00 | Vista Alegre      |      |
| Cidade de As Burgas          | 2 - 1 | FSF Rioja               | 28 de marzo | 17:00 | Los Remedios      | 700  |
| Lacturale Gurpea Orvina      | 3 - 2 | Gironella               | 28 de marzo | 17:30 | Ezkaba            | 200  |
| Atlético Madrid Navalcarnero | 3 - 1 | AD Alcorcón FSF         | 28 de marzo | 17:30 | La Estación       | 1000 |
| FSF Móstoles                 | 1 - 2 | Bilbo FSF               | 28 de marzo | 18:30 | Villafontana      | 350  |
| Poio Pescamar                | 2 - 3 | Majadahonda FSF /AFAR 4 | 28 de marzo | 18:30 | A Seca            | 600  |
| Universidad de Alicante      | 4 - 1 | Viaxes Amarelle         | 28 de marzo | 18:30 | Univ. Alicante    | 350  |
| Estanda Ordizia KE           | 2 - 3 | Ourense Envialia        | 28 de marzo | 18:45 | Majori Kirodelgia | 500  |

| FSF Rioja               | 3 - 0 | FSF Móstoles                 | 11 de abril | 16:00 | Pal. Deportes  | 200 |
| Ourense Envialia        | 3 - 0 | Lacturale Gurpea Orvina      | 11 de abril | 17:00 | Los Remedios   | 300 |
| Gironella               | 2 - 6 | Atlético Madrid Navalcarnero | 11 de abril | 17:00 | Mun. Gironella | 200 |
| Bilbo FSF               | 3 - 2 | Viaxes Amarelle              | 11 de abril | 17:00 | La Casilla     | 150 |
| Poio Pescamar           | 0 - 4 | Universidad de Alicante      | 11 de abril | 18:30 | A Seca         | 600 |
| Jimbee Roldán FSF       | 0 - 6 | Cidade de As Burgas          | 11 de abril | 19:15 | Gabriel Pérez  | 300 |
| Majadahonda FSF /AFAR 4 | 2 - 2 | Estanda Ordizia KE           | 11 de abril | 20:00 | La Granadilla  | 100 |
| AD Alcorcón FSF         | 4 - 1 | Burela FS Pescados Rubén     | 12 de abril | 12:30 | Los Cantos     | 500 |

| Cidade de As Burgas          | 2 - 2 | AD Alcorcón FSF         | 18 de abril | 17:00 | Los Remedios      | 700 |
| Atlético Madrid Navalcarnero | 4 - 2 | Ourense Envialia        | 18 de abril | 17:30 | La Estación       | 600 |
| Viaxes Amarelle              | 1 - 3 | FSF Rioja               | 18 de abril | 18:00 | Sagrada Familia   | 100 |
| FSF Móstoles                 | 2 - 3 | Jimbee Roldán FSF       | 18 de abril | 18:30 | Villafontana      | 450 |
| Universidad de Alicante      | 1 - 1 | Bilbo FSF               | 18 de abril | 18:30 | Univ. Alicante    | 200 |
| Burela FS Pescados Rubén     | 7 - 1 | Gironella               | 18 de abril | 18:30 | Vista Alegre      | 300 |
| Estanda Ordizia KE           | 1 - 2 | Poio Pescamar           | 18 de abril | 18:45 | Majori Kirodelgia | 500 |
| Lacturale Gurpea Orvina      | 3 - 2 | Majadahonda FSF /AFAR 4 | 18 de abril | 19:30 | Ezkaba            | 300 |

| Ourense Envialia        | 1 - 3 | Burela FS Pescados Rubén     | 25 de abril | 17:00 | Los Remedios      | 250 |
| Gironella               | 3 - 3 | Cidade de As Burgas          | 25 de abril | 17:30 | Mun. Gironella    | 100 |
| Jimbee Roldán FSF       | 4 - 1 | Viaxes Amarelle              | 25 de abril | 18:00 | Gabriel Pérez     | 400 |
| Poio Pescamar           | 2 - 0 | Lacturale Gurpea Orvina      | 25 de abril | 18:30 | Mun. Pontevedra   | 400 |
| Estanda Ordizia KE      | 1 - 9 | Universidad de Alicante      | 25 de abril | 18:45 | Majori Kirodelgia | 450 |
| Majadahonda FSF /AFAR 4 | 2 - 3 | Atlético Madrid Navalcarnero | 25 de abril | 20:00 | La Granadilla     | 150 |
| FSF Rioja               | 5 - 3 | Bilbo FSF                    | 26 de abril | 12:00 | Pal. Deportes     | 150 |
| AD Alcorcón FSF         | 6 - 0 | FSF Móstoles                 | 26 de abril | 13:15 | Los Cantos        | 200 |

| FSF Móstoles                 | 1 - 2 | Gironella               | 2 de mayo | 16:30 | Villafontana    | 150  |
| Cidade de As Burgas          | 5 - 1 | Ourense Envialia        | 2 de mayo | 17:00 | Los Remedios    | 1000 |
| Atlético Madrid Navalcarnero | 3 - 0 | Poio Pescamar           | 2 de mayo | 17:30 | La Estación     | 200  |
| Lacturale Gurpea Orvina      | 1 - 2 | Estanda Ordizia KE      | 2 de mayo | 17:30 | Ezkaba          | 120  |
| Viaxes Amarelle              | 2 - 2 | AD Alcorcón FSF         | 2 de mayo | 18:00 | Sagrada Familia | 120  |
| Burela FS Pescados Rubén     | 3 - 2 | Majadahonda FSF /AFAR 4 | 2 de mayo | 18:30 | Vista Alegre    |      |
| Universidad de Alicante      | 4 - 1 | FSF Rioja               | 2 de mayo | 18:30 | Univ. Alicante  | 300  |
| Bilbo FSF                    | 2 - 4 | Jimbee Roldán FSF       | 2 de mayo | 18:30 | La Casilla      | 200  |

| Ourense Envialia        | 2 - 3 | FSF Móstoles                    | 16 de mayo | 17:00 | Los Remedios      | 100 |
| Gironella               | 5 - 2 | Viaxes Amarelle                 | 16 de mayo | 17:30 | Mun. Gironella    | 600 |
| Poio Pescamar           | 1 - 3 | Burela FS Pescados Rubén        | 16 de mayo | 18:30 | A Seca            | 400 |
| Estanda Ordizia KE      | 1 - 2 | Atlético Madrid Navalcarnero(C) | 16 de mayo | 18:45 | Majori Kirodelgia | 400 |
| Jimbee Roldán FSF       | 6 - 0 | FSF Rioja                       | 16 de mayo | 19:00 | Gabriel Pérez     | 400 |
| Lacturale Gurpea Orvina | 1 - 2 | Universidad de Alicante         | 16 de mayo | 19:30 | Ezkaba            | 300 |
| Majadahonda FSF /AFAR 4 | 3 - 1 | Cidade de As Burgas             | 16 de mayo | 20:00 | La Granadilla     | 100 |
| AD Alcorcón FSF         | 4 - 1 | Bilbo FSF                       | 17 de mayo | 12:30 | Los Cantos        | 200 |

| Cidade de As Burgas          | 5 - 2  | Poio Pescamar           | 23 de mayo | 17:00 | Los Remedios    | 500 |
| Burela FS Pescados Rubén     | 3 - 0  | Estanda Ordizia KE      | 23 de mayo | 18:00 | Vista Alegre    |     |
| FSF Móstoles                 | 2 - 1  | Majadahonda FSF /AFAR 4 | 23 de mayo | 18:00 | Villafontana    | 300 |
| Viaxes Amarelle              | 2 - 3  | Ourense Envialia        | 23 de mayo | 18:00 | Sagrada Familia | 100 |
| Bilbo FSF                    | 1 - 3  | Gironella               | 23 de mayo | 18:00 | La Casilla      | 50  |
| Atlético Madrid Navalcarnero | 11 - 2 | Lacturale Gurpea Orvina | 23 de mayo | 18:00 | La Estación     | 500 |
| Jimbee Roldán FSF            | 5 - 3  | Universidad de Alicante | 23 de mayo | 20:30 | Gabriel Pérez   | 300 |
| FSF Rioja                    | 1 - 7  | AD Alcorcón FSF         | 24 de mayo | 12:00 | Pal. Deportes   | 300 |

| Universidad de Alicante | 1 - 3 | Atlético Madrid Navalcarnero | 30 de mayo | 17:00 | Univ. Alicante    | 350 |
| Poio Pescamar           | 1 - 4 | FSF Móstoles                 | 30 de mayo | 17:30 | A Seca            | 400 |
| Ourense Envialia        | 2 - 0 | Bilbo FSF                    | 30 de mayo | 18:00 | Los Remedios      | 100 |
| Gironella               | 9 - 1 | FSF Rioja                    | 30 de mayo | 18:00 | Mun. Gironella    | 400 |
| Lacturale Gurpea Orvina | 2 - 5 | Burela FS Pescados Rubén     | 30 de mayo | 18:00 | Ezkaba            | 400 |
| Estanda Ordizia KE      | 4 - 5 | Cidade de As Burgas          | 30 de mayo | 18:45 | Majori Kirodelgia | 500 |
| Majadahonda FSF /AFAR 4 | 1 - 1 | Viaxes Amarelle              | 30 de mayo | 19:00 | La Granadilla     | 100 |
| AD Alcorcón FSF         | 3 - 3 | Jimbee Roldán FSF            | 31 de mayo | 12:30 | Los Cantos        | 400 |

## Evolución de la clasificación
| Equipo / Jornada | 1  | 2  | 3  | 4  | 5  | 6  | 7  | 8  | 9  | 10 | 11 | 12 | 13 | 14 | 15 | 16 | 17 | 18 | 19 | 20 | 21 | 22 | 23 | 24 | 25 | 26 | 27 | 28 | 29 | 30 |
| Equipo / Jornada |    |    |    |    |    |    |    |    |    |    |    |    |    |    |    |    |    |    |    |    |    |    |    |    |    |    |    |    |    |    |
| ---------------- | -- | -- | -- | -- | -- | -- | -- | -- | -- | -- | -- | -- | -- | -- | -- | -- | -- | -- | -- | -- | -- | -- | -- | -- | -- | -- | -- | -- | -- | -- |
| Atl. Madrid      | 1  | 1  | 1  | 1  | 1  | 1  | 1  | 1  | 1  | 1  | 1  | 1  | 1  | 1  | 1  | 1  | 1  | 1  | 1  | 1  | 1  | 1  | 1  | 1  | 1  | 1  | 1  | 1  | 1  | 1  |
| Cidade           | 3  | 7  | 4  | 3  | 2  | 2  | 2  | 2  | 2  | 2  | 2  | 2  | 2  | 2  | 2  | 2  | 2  | 2  | 2  | 2  | 2  | 2  | 2  | 2  | 2  | 2  | 2  | 2  | 2  | 2  |
| Burela FS        | 14 | 10 | 13 | 8  | 7  | 5  | 4  | 3  | 3  | 3  | 3  | 3  | 3  | 3  | 3  | 3  | 3  | 3  | 3  | 3  | 3  | 3  | 3  | 3  | 3  | 3  | 3  | 3  | 3  | 3  |
| U. Alicante      | 10 | 14 | 6  | 11 | 9  | 9  | 9  | 7  | 6  | 5  | 5  | 5  | 5  | 5  | 5  | 5  | 5  | 4  | 5  | 5  | 4  | 4  | 4  | 4  | 4  | 4  | 4  | 4  | 4  | 4  |
| Alcorcón         | 9  | 2  | 2  | 2  | 5  | 4  | 3  | 4  | 5  | 6  | 4  | 4  | 4  | 4  | 4  | 4  | 4  | 5  | 4  | 4  | 6  | 5  | 5  | 5  | 5  | 5  | 5  | 5  | 5  | 5  |
| Ourense          | 4  | 4  | 7  | 7  | 8  | 7  | 6  | 5  | 4  | 4  | 6  | 8  | 8  | 7  | 7  | 7  | 7  | 7  | 7  | 7  | 7  | 7  | 6  | 6  | 7  | 7  | 7  | 7  | 7  | 6  |
| FSF Rioja        | 11 | 8  | 8  | 5  | 6  | 8  | 8  | 10 | 10 | 9  | 8  | 7  | 6  | 6  | 6  | 6  | 6  | 6  | 6  | 6  | 5  | 6  | 7  | 7  | 6  | 6  | 6  | 6  | 6  | 7  |
| Roldán FSF       | 6  | 5  | 3  | 6  | 4  | 6  | 7  | 9  | 9  | 10 | 10 | 10 | 10 | 10 | 10 | 10 | 10 | 10 | 9  | 9  | 9  | 9  | 9  | 9  | 8  | 8  | 8  | 8  | 8  | 8  |
| Móstoles         | 13 | 6  | 10 | 13 | 13 | 10 | 10 | 8  | 8  | 8  | 9  | 9  | 9  | 9  | 8  | 8  | 8  | 8  | 8  | 8  | 8  | 8  | 8  | 8  | 9  | 10 | 10 | 9  | 9  | 9  |
| Poio             | 2  | 3  | 5  | 4  | 3  | 3  | 5  | 6  | 7  | 7  | 7  | 6  | 7  | 8  | 9  | 9  | 9  | 9  | 10 | 10 | 10 | 10 | 10 | 10 | 10 | 9  | 9  | 10 | 10 | 10 |
| FS Gironella     | 12 | 15 | 16 | 16 | 16 | 16 | 16 | 14 | 15 | 15 | 16 | 16 | 16 | 15 | 15 | 15 | 14 | 15 | 15 | 14 | 14 | 15 | 15 | 15 | 15 | 15 | 15 | 13 | 11 | 11 |
| Majadahonda      | 7  | 13 | 15 | 15 | 15 | 15 | 15 | 12 | 11 | 12 | 12 | 12 | 12 | 11 | 11 | 11 | 11 | 12 | 12 | 12 | 13 | 12 | 11 | 11 | 12 | 12 | 12 | 11 | 12 | 12 |
| LG. Orvina       | 16 | 16 | 14 | 12 | 12 | 11 | 12 | 13 | 14 | 11 | 11 | 13 | 14 | 14 | 14 | 14 | 13 | 14 | 13 | 13 | 12 | 13 | 12 | 12 | 11 | 11 | 11 | 12 | 13 | 13 |
| V. Amarelle      | 15 | 11 | 12 | 14 | 14 | 14 | 14 | 16 | 16 | 16 | 15 | 15 | 13 | 13 | 12 | 12 | 12 | 11 | 11 | 11 | 11 | 11 | 13 | 13 | 13 | 13 | 13 | 14 | 14 | 14 |
| E. Ordizia       | 5  | 9  | 9  | 10 | 11 | 13 | 11 | 11 | 13 | 14 | 14 | 11 | 11 | 12 | 13 | 13 | 15 | 13 | 14 | 15 | 15 | 14 | 14 | 14 | 14 | 14 | 14 | 15 | 15 | 15 |
| Tecuni Bilbo     | 8  | 12 | 11 | 9  | 10 | 12 | 13 | 15 | 12 | 13 | 13 | 14 | 15 | 16 | 16 | 16 | 16 | 16 | 16 | 16 | 16 | 16 | 16 | 16 | 16 | 16 | 16 | 16 | 16 | 16 |

## Estadísticas

### Tabla histórica de goleadoras
| Puesto                                                  | Jugadora                  | Equipo                         | Goles |
| ------------------------------------------------------- | ------------------------- | ------------------------------ | ----- |
| 1                                                       | Ariane                    | CD Futsi Atlético Navalcarnero | 42    |
| 2                                                       | Iria Saeta                | Cidade de As Burgas FS         | 41    |
| 3                                                       | Vane Sotelo               | Cidade de As Burgas FS         | 31    |
| 4                                                       | Peque                     | CD Burela FS Pescados Rubén    | 30    |
| 5                                                       | Marta Rodríguez Aramendia | Majadahonda FSF /AFAR 4        | 29    |
| 6                                                       | Marta Peñalver            | Jimbee Roldán FSF              | 26    |
| 7                                                       | Ju Delgado                | CD Futsi Atlético Navalcarnero | 23    |
| 7                                                       | Carmen García Rincón      | FSF Rioja                      | 23    |
| 9                                                       | Sara Navalón              | Universidad de Alicante FSF    | 21    |
| 9                                                       | Sara Moreno               | Ourense Envialia               | 21    |
| 9                                                       | Mayte Mateo               | Jimbee Roldán FSF              | 21    |
| Última actualización: 31 de mayo de 2015. Fuente: ACFSF |                           |                                |       |

### Amonestaciones por equipo
| 1                                                   | AD Alcorcón FSF                | 27 | 0 |
| 1                                                   | Roldán FSF                     | 27 | 0 |
| 3                                                   | Rioja FSF                      | 23 | 3 |
| 4                                                   | Gironella FSF                  | 30 | 0 |
| 5                                                   | CD Futsi Atlético Navalcarnero | 30 | 1 |
| 6                                                   | Cidade As Burgas FS            | 35 | 0 |
| 7                                                   | CD Lacturale Orvina            | 37 | 1 |
| 8                                                   | CD Universidad de Alicante     | 34 | 3 |
| 9                                                   | Burela FS                      | 39 | 1 |
| 10                                                  | FSF Móstoles                   | 37 | 2 |
| 11                                                  | Ourense CF SAD                 | 42 | 2 |
| 12                                                  | Ordizia                        | 45 | 1 |
| 13                                                  | Majadahonda FSF/Afar 4         | 47 | 1 |
| 14                                                  | Viaxes Amarelle                | 49 | 1 |
| 15                                                  | Bilbo FS                       | 43 | 3 |
| 16                                                  | Poio Pescamar FS               | 46 | 3 |
| Última actualización: 31 de mayo 2015 Fuente: ACFSF |                                |    |   |

### Rachas
- Mayor racha ganadora: CD Futsi Atlético Navalcarnero; 9 jornadas (jornada 22 a 30)
- Mayor racha invicta: CD Futsi Atlético Navalcarnero; 20 jornadas (jornada 1 a 20)
- Mayor racha marcando: 3 equipos; 30 jornadas (jornada 1 a 30)
- Mayor racha empatando: Bilbo FS; 4 jornadas (jornada 1 a 4)
- Mayor racha imbatida: 3 equipos; 2 jornadas
- Mayor racha perdiendo: Viaxes Amarelle y Bilbo FS; 8 jornadas
- Mayor racha sin ganar: Ordizia; 14 jornadas (jornada 13 a 26)
- Mayor racha sin marcar: Ordizia; 3 jornadas (jornada 14 a 16)
- Mayor goleada en casa:

Futsi Atlético Navalcarnero 11 - 2 Lacturale Orvina (23 de mayo)
- Mayor goleada a domicilio:

Ordizia 1 - 9 Universidad Alicante FSF (25 de abril)
- Partido con más goles:

Rioja FSF 8 - 5 Roldán FSF (10 de enero)
Futsi Atlético Navalcarnero 11 - 2 Lacturale Orvina (23 de mayo)

### Asistencia en los estadios
| Pos                                      | Equipo                         | Pabellón                | Total  | Más alta | Más baja | Media |
| ---------------------------------------- | ------------------------------ | ----------------------- | ------ | -------- | -------- | ----- |
| 1                                        | Cidade As Burgas FS            | Los Remedios            | 9 150  | 1 000    | 400      | 610   |
| 2                                        | Poio Pescamar FS               | A Seca                  | 7 600  | 800      | 300      | 507   |
| 3                                        | Roldán FSF                     | Gabriel Pérez           | 6 500  | 600      | 250      | 433   |
| 4                                        | FSF Móstoles                   | Villafontana            | 6 300  | 600      | 150      | 420   |
| 5                                        | Ourense CF SAD                 | Los Remedios            | 6 100  | 1 500    | 100      | 407   |
| 6                                        | AD Alcorcón FSF                | Los Cantos              | 5 900  | 700      | 200      | 393   |
| 7                                        | CD Futsi Atlético Navalcarnero | La Estación             | 5 500  | 1 000    | 200      | 367   |
| 8                                        | Ordizia                        | Majori Kirodelgia       | 4 700  | 500      | 100      | 336   |
| 9                                        | CD Universidad de Alicante     | Universidad de Alicante | 4 650  | 500      | 150      | 313   |
| 10                                       | Burela FS                      | Vista Alegre            | 4 400  | 800      | 300      | 440   |
| 11                                       | CD Lacturale Orvina            | Ezkaba                  | 4 160  | 450      | 50       | 297   |
| 12                                       | Gironella FSF                  | Mun. Gironella          | 3 300  | 600      | 100      | 236   |
| 13                                       | Rioja FSF                      | Pal. Deportes           | 3 150  | 300      | 150      | 210   |
| 14                                       | Bilbo FS                       | La Casilla              | 3 100  | 400      | 50       | 207   |
| 15                                       | Viaxes Amarelle                | Sagrada Familia         | 2 100  | 200      | 100      | 140   |
| 16                                       | Majadahonda FSF/Afar 4         | La Granadilla           | 1 500  | 150      | 50       | 100   |
| Total                                    | Total                          | Total                   | 78 110 | 1 500    | 50       | 325   |
| Última actualización: 31 de mayo de 2015 |                                |                         |        |          |          |       |

### Otros datos estadísticos
En el cuadro se detalla el resumen de goles, espectadores, amarillas y expulsiones por jornada y totales.
| Datos estadísticos por jornada | Datos estadísticos por jornada | Datos estadísticos por jornada | Datos estadísticos por jornada | Datos estadísticos por jornada |
| --- | ------------------------------ | ------------------------------ | ------------------------------ | ------------------------------ |
| \| Jornada \| Goles · \| Amarillas · \| Expulsiones · \| Espectadores \| \| Jornada 1 \| 45 \| 23 \| 1 \| 1.490 \| \| Jornada 2 \| 49 \| 15 \| 0 \| 2.950 \| \| Jornada 3 \| 43 \| 17 \| 0 \| 2.750 \| \| Jornada 4 \| 46 \| 16 \| 0 \| 2.600 \| \| Jornada 5 \| 33 \| 22 \| 0 \| 2.800 \| \| Jornada 6 \| 39 \| 23 \| 0 \| 2.950 \| \| Jornada 7 \| 49 \| 22 \| 2 \| 2.500 \| \| Jornada 8 \| 51 \| 25 \| 2 \| 2.650 \| \| Jornada 9 \| 38 \| 17 \| 1 \| 2.000 \| \| Jornada 10 \| 51 \| 39 \| 0 \| 3.200 \| \| Jornada 11 \| 45 \| 16 \| 0 \| 2.600 \| \| Jornada 12 \| 38 \| 25 \| 1 \| 3.050 \| \| Jornada 13 \| 59 \| 21 \| 2 \| 2.400 \| \| Jornada 14 \| 34 \| 25 \| 2 \| 3.150 \| \| Jornada 15 \| 44 \| 20 \| 0 \| 2.600 \| \| Jornada 16 \| 37 \| 17 \| 0 \| 3.050 \| \| Jornada 17 \| 44 \| 26 \| 4 \| 2.700 \| \| Jornada 18 \| 43 \| 23 \| 1 \| 2.730 \| \| Jornada 19 \| 38 \| 19 \| 0 \| 2.150 \| \| Jornada 20 \| 38 \| 16 \| 0 \| 2.550 \| \| Jornada 21 \| 37 \| 19 \| 1 \| 2.400 \| \| Jornada 22 \| 41 \| 15 \| 0 \| 2.250 \| \| Jornada 23 \| 36 \| 15 \| 0 \| 3.700 \| \| Jornada 24 \| 38 \| 19 \| 3 \| 2.350 \| \| Jornada 25 \| 37 \| 10 \| 0 \| 3.150 \| \| Jornada 26 \| 46 \| 12 \| 0 \| 2.100 \| \| Jornada 27 \| 35 \| 20 \| 0 \| 2.090 \| \| Jornada 28 \| 37 \| 13 \| 1 \| 2.500 \| \| Jornada 29 \| 51 \| 26 \| 1 \| 2.050 \| \| Jornada 30 \| 45 \| 15 \| 0 \| 2.650 \| \| TOTALES \| 1.267 \| 591 \| 22 \| 78.110 \| \| Media (por jornada) \| 42,2 \| 19,7 \| 0,7 \| 2.604 \| \| ------------------- \| ------- \| ----------- \| ------------- \| ------------ \| · Las amarillas contabilizan el total, en caso de doble amarilla se apuntarán dos amarillas y ninguna expulsión. Actualizado el 31 de mayo de 2015 |                                |                                |                                |                                |
| Jornada | Goles ·                        | Amarillas ·                    | Expulsiones ·                  | Espectadores                   |
| Jornada 1 | 45                             | 23                             | 1                              | 1.490                          |
| Jornada 2 | 49                             | 15                             | 0                              | 2.950                          |
| Jornada 3 | 43                             | 17                             | 0                              | 2.750                          |
| Jornada 4 | 46                             | 16                             | 0                              | 2.600                          |
| Jornada 5 | 33                             | 22                             | 0                              | 2.800                          |
| Jornada 6 | 39                             | 23                             | 0                              | 2.950                          |
| Jornada 7 | 49                             | 22                             | 2                              | 2.500                          |
| Jornada 8 | 51                             | 25                             | 2                              | 2.650                          |
| Jornada 9 | 38                             | 17                             | 1                              | 2.000                          |
| Jornada 10 | 51                             | 39                             | 0                              | 3.200                          |
| Jornada 11 | 45                             | 16                             | 0                              | 2.600                          |
| Jornada 12 | 38                             | 25                             | 1                              | 3.050                          |
| Jornada 13 | 59                             | 21                             | 2                              | 2.400                          |
| Jornada 14 | 34                             | 25                             | 2                              | 3.150                          |
| Jornada 15 | 44                             | 20                             | 0                              | 2.600                          |
| Jornada 16 | 37                             | 17                             | 0                              | 3.050                          |
| Jornada 17 | 44                             | 26                             | 4                              | 2.700                          |
| Jornada 18 | 43                             | 23                             | 1                              | 2.730                          |
| Jornada 19 | 38                             | 19                             | 0                              | 2.150                          |
| Jornada 20 | 38                             | 16                             | 0                              | 2.550                          |
| Jornada 21 | 37                             | 19                             | 1                              | 2.400                          |
| Jornada 22 | 41                             | 15                             | 0                              | 2.250                          |
| Jornada 23 | 36                             | 15                             | 0                              | 3.700                          |
| Jornada 24 | 38                             | 19                             | 3                              | 2.350                          |
| Jornada 25 | 37                             | 10                             | 0                              | 3.150                          |
| Jornada 26 | 46                             | 12                             | 0                              | 2.100                          |
| Jornada 27 | 35                             | 20                             | 0                              | 2.090                          |
| Jornada 28 | 37                             | 13                             | 1                              | 2.500                          |
| Jornada 29 | 51                             | 26                             | 1                              | 2.050                          |
| Jornada 30 | 45                             | 15                             | 0                              | 2.650                          |
| TOTALES | 1.267                          | 591                            | 22                             | 78.110                         |
| Media (por jornada) | 42,2                           | 19,7                           | 0,7                            | 2.604                          |